# 中津市立緑ケ丘中学校
中津市立緑ケ丘中学校（なかつしりつ みどりがおかちゅうがっこう）は、大分県中津市大字永添にある公立中学校。
なお、「中津市立緑ケ丘中学校」という表記は、中津市の「中学校の設置に関する条例」におけるものであるが、学校の公式サイトをはじめ「中津市立緑ヶ丘中学校」と表記されることが多い。

## 沿革
- 1947年（昭和22年）4月1日 - 中津市立第二中学校として創立。中津青年学校校舎を仮校舎とする[2]。
- 1948年（昭和23年）4月13日 - 元神戸製鋼事務所に仮校舎を移転。
- 1951年（昭和26年）5月1日 - 中津市立緑ケ丘中学校に改称。
- 1952年（昭和27年）8月27日 - 現在地に木造校舎を新築し、移転を開始。
- 1968年（昭和43年）11月20日 - 北校舎1042m2等を焼失。
- 1969年（昭和44年）11月24日 - 鉄筋コンクリート3階建校舎竣工。
- 1981年（昭和56年）8月10日 - 南校舎改築及び北校舎増築工事竣工（ともに鉄筋コンクリート造3階建）。
- 1986年（昭和61年）10月21日 - プレハブ教室2棟が放火により全焼。
- 2005年（平成17年）- 体育館竣工。

## 著名な出身者
- 楠木早紀 - 競技かるた選手[3]。
- 櫻井よしこ - ジャーナリスト。途中で転校[4]。